# Mondo2000
Mondo 2000 foi um zine cibercultural publicada na Califórnia durante os anos 1980 e 1990. Cobriu  temas cyberpunk como realidade virtual e drogas inteligentes. Era um protótipo mais anárquico e subversivo do que a da revista Wired.

## História
Mondo 2000 originou-se como Fronteiras alta em 1984, editada pelo RU Sirius (pseudônimo de Ken Goffman). Ele foi sucedido como Editor chefe pelo antropólogo Alison Bailey Kennedy, também conhecido como "Rainha Mu" e "Alison Wonderland". Sirius foi acompanhado por hacker Jude Milhon (aka St. Jude) como editor da revista e foi rebatizado como Hackers Realidade em 1988 para refletir melhor seus temas sobre drogas e computadores. Mudou o título novamente para Mondo 2000 em 1989. O diretor de arte e fotógrafo Bart Nagel, um pioneiro no Photoshop colagem , criou elegantemente publicações de estética surrealista. RU Sirius no inicio, em 1993, era esquerdista, por volta da mesma época do lançamento da Wired. A revista continuou até 1998, com a última emissão # 17. 

## Escritores em destaque
Junto com a versão impressa do Boing Boing - com o qual Mondo 2000 compartilhava vários escritores, incluindo Mark Frauenfelder , Kadrey Richard , Branwyn Gareth , e Lebkowsky Jon - Mondo 2000 ajudou a desenvolver o que viria a se tornar a  subcultura cyberpunk . Escritores incluído William Gibson , Nan C. Druid (pseudônimo de Maerian Morris), Rudy Rucker , Bruce Sterling, e Robert Anton Wilson .